# Suối Trà Van
Suối Trà Van là một con suối đổ ra Sông Giá. Suối có chiều dài 19 km và diện tích lưu vực là 63 km². Suối Trà Van chảy qua các tỉnh Ninh Thuận, Bình Thuận.